# Costurero de la Reina (Sevilla)
El Costurero de la Reina es un pequeño edificio ubicado en Sevilla, con forma de castillo, situado junto al Parque de María Luisa de Sevilla. Mide 18 metros

## Historia
En el siglo XIX Antonio de Orleans, duque de Montpensier, se instaló para vivir en el palacio de San Telmo de Sevilla (hoy sede del Gobierno de la Junta de Andalucía). Los enormes jardines del Palacio serían adaptados conforme a los gustos románticos. En 1893 se edifica en el área de los jardines cercana al río Guadalquivir un pequeño castillete para el guarda, siendo el arquitecto Juan Talavera y de la Vega. Es el primer edificio neomudéjar de Sevilla, pudiéndose apreciar el estilo árabe en los grandes ventanales. En 1890 fallece el duque de Montpensier y en 1893 su esposa, Luisa Fernanda de Borbón, cede los jardines del Palacio a la ciudad de Sevilla, salvo una pequeña extensión al norte que continuará siendo jardín privado del palacio de San Telmo. La mayor parte de los jardines pasarían a convertirse en el Parque de María Luisa, y el castillete y una pequeña extensión de jardín circundante se cercarían. La zona es poblada de otros edificios neomudéjares, como el Pabellón Mudéjar (hoy sede del Museo de Artes y Costumbres Populares), con motivo de la Exposición Iberoamericana de 1929.

## El Costurero de la Reina como Oficina de Turismo de Sevilla
Actualmente es utilizado como Oficina de Información Turística del Ayuntamiento de Sevilla.
Se realizó una restauración durante la primavera de 2007 para arreglar algunas deficiencias estructurales y acondicionarlo como dependencia del Consorcio de Turismo.
Además de sus funciones como Oficina Municipal de Información Turística en la planta baja, se ha habilitado la primera planta como dependencias administrativas de Turismo. También se ha renovado su iluminación.
El Costurero de la Reina inspiró la portada de la Feria de Abril del año 2008.

## Leyenda sevillana
En 1878 la hija del Duque de Montpensier, María de las Mercedes de Orleans, contrae matrimonio con el Rey Alfonso XII, convirtiéndose en reina consorte de España.
Sin embargo, entra dentro de la leyenda que la reina María de las Mercedes, debido a su delicada salud, pasara largos ratos en los aposentos del castillete tomando el sol mientras cosía con sus damas y también que, en esos ratos, recibía visitas de Alfonso XII, que acudía a caballo desde el Alcázar de Sevilla tras atender sus asuntos de Estado. Esto, sin embargo, resultaría imposible, porque el edificio fue construido en 1893 y la reina falleció en 1878.

## Galería de fotos

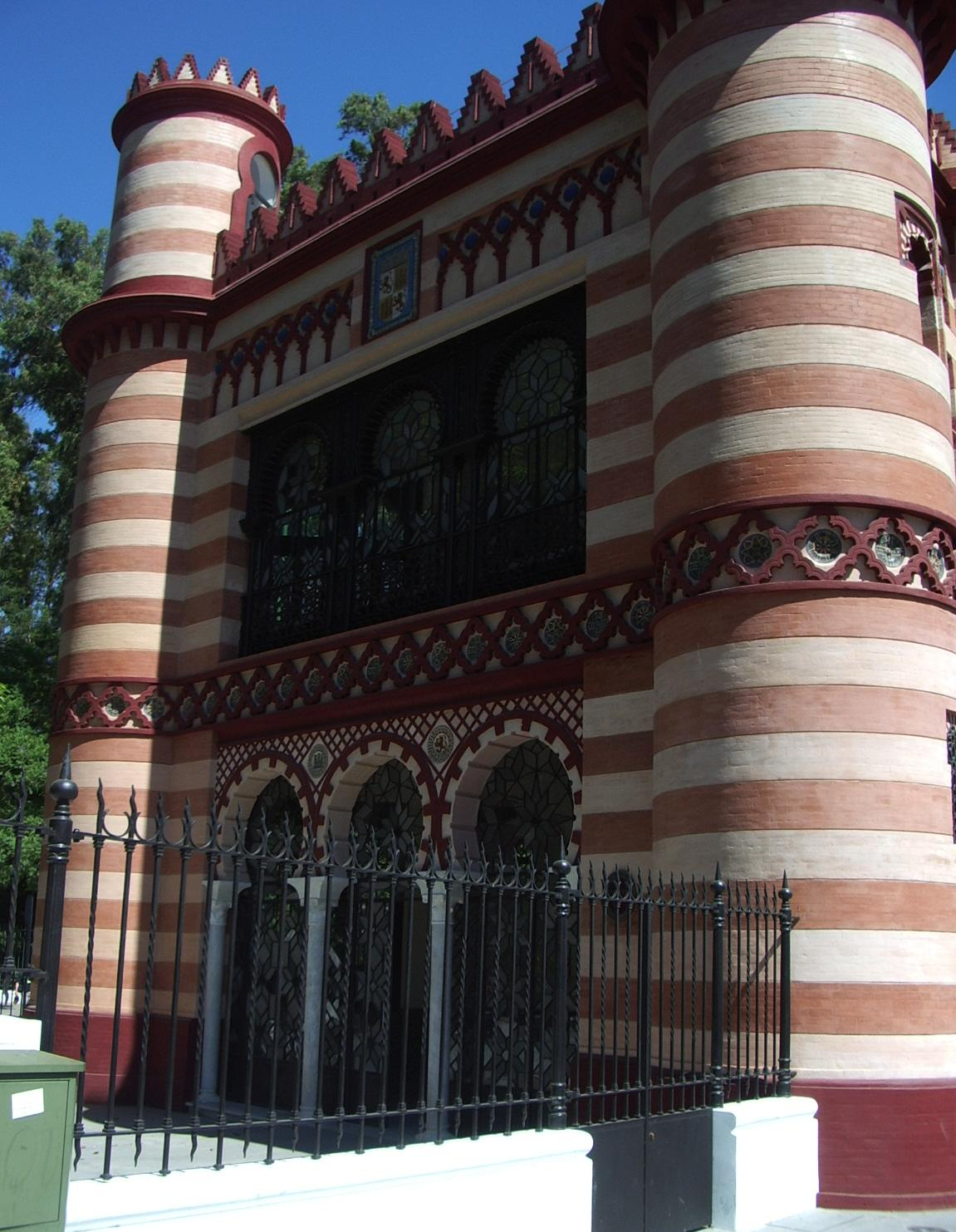
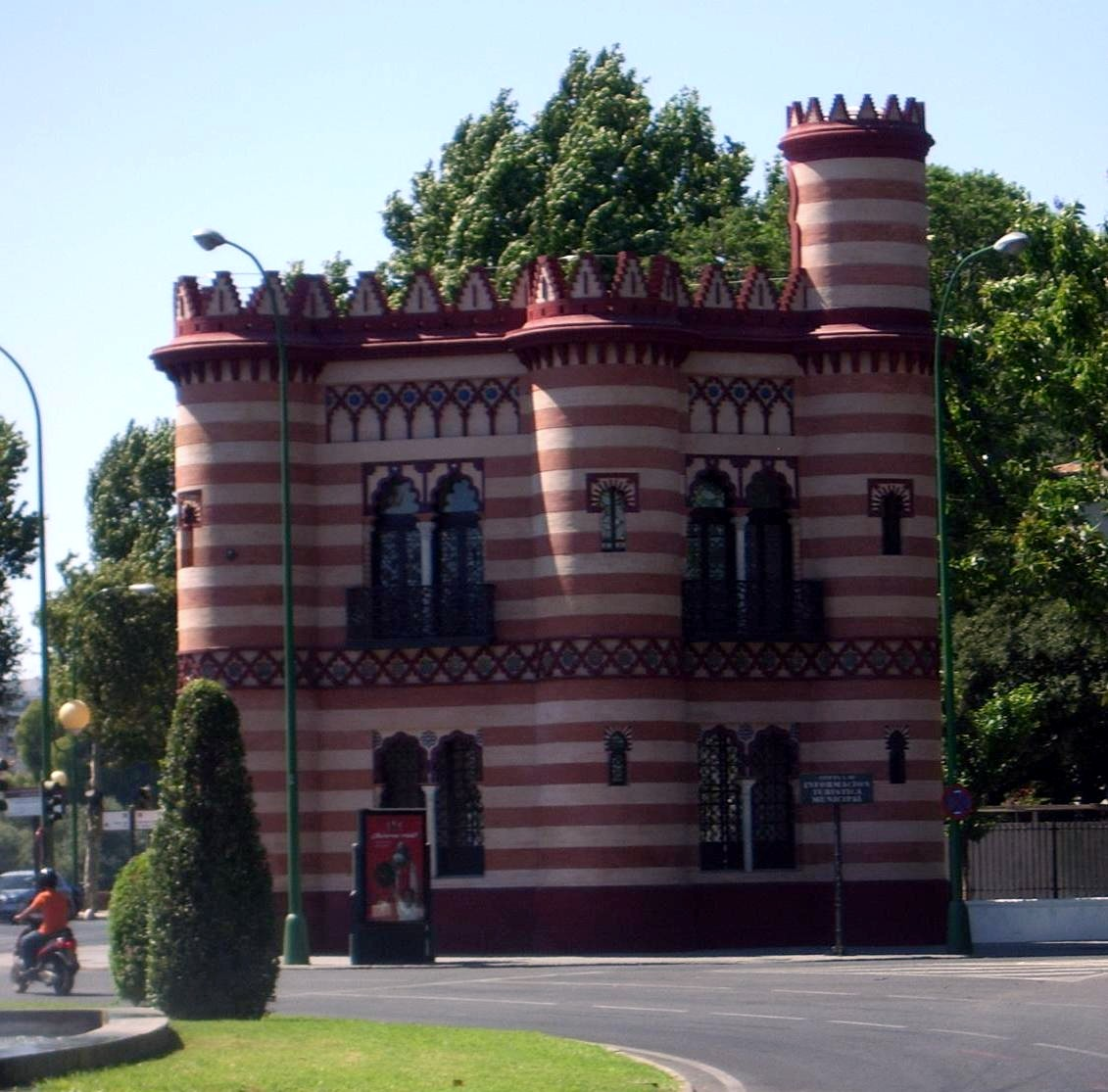
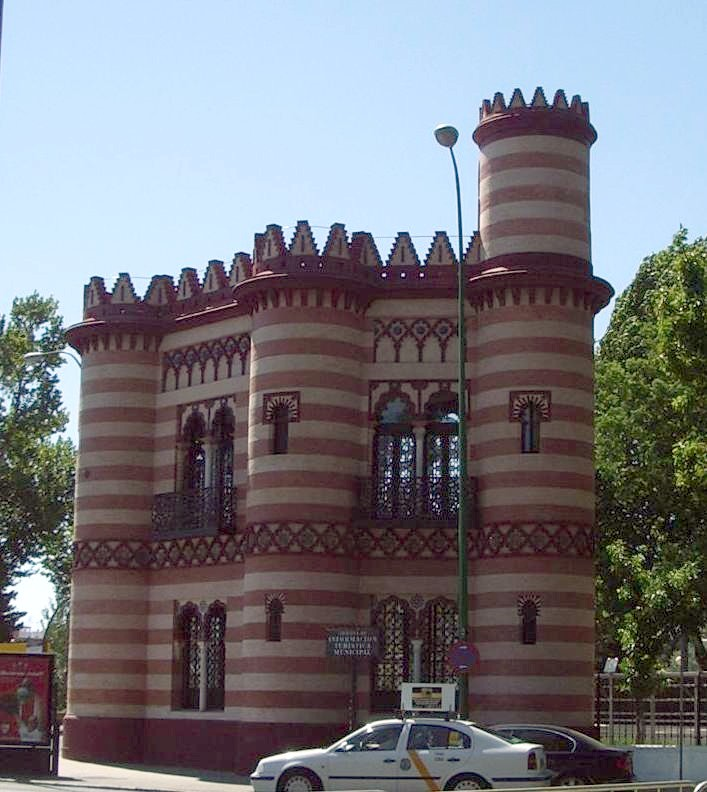
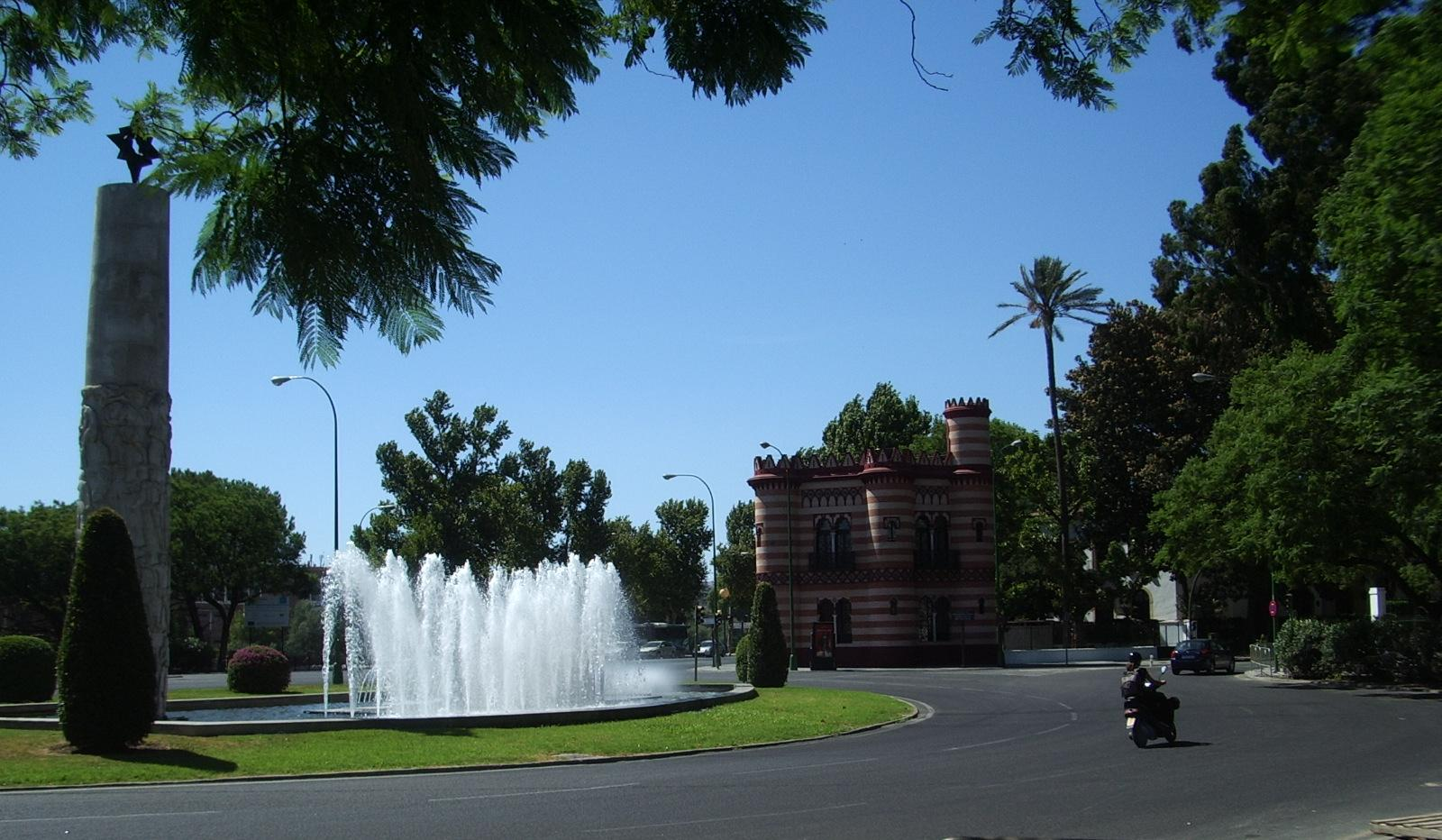
Vista del Costurero de la Reina al fondo y a lo lejos.
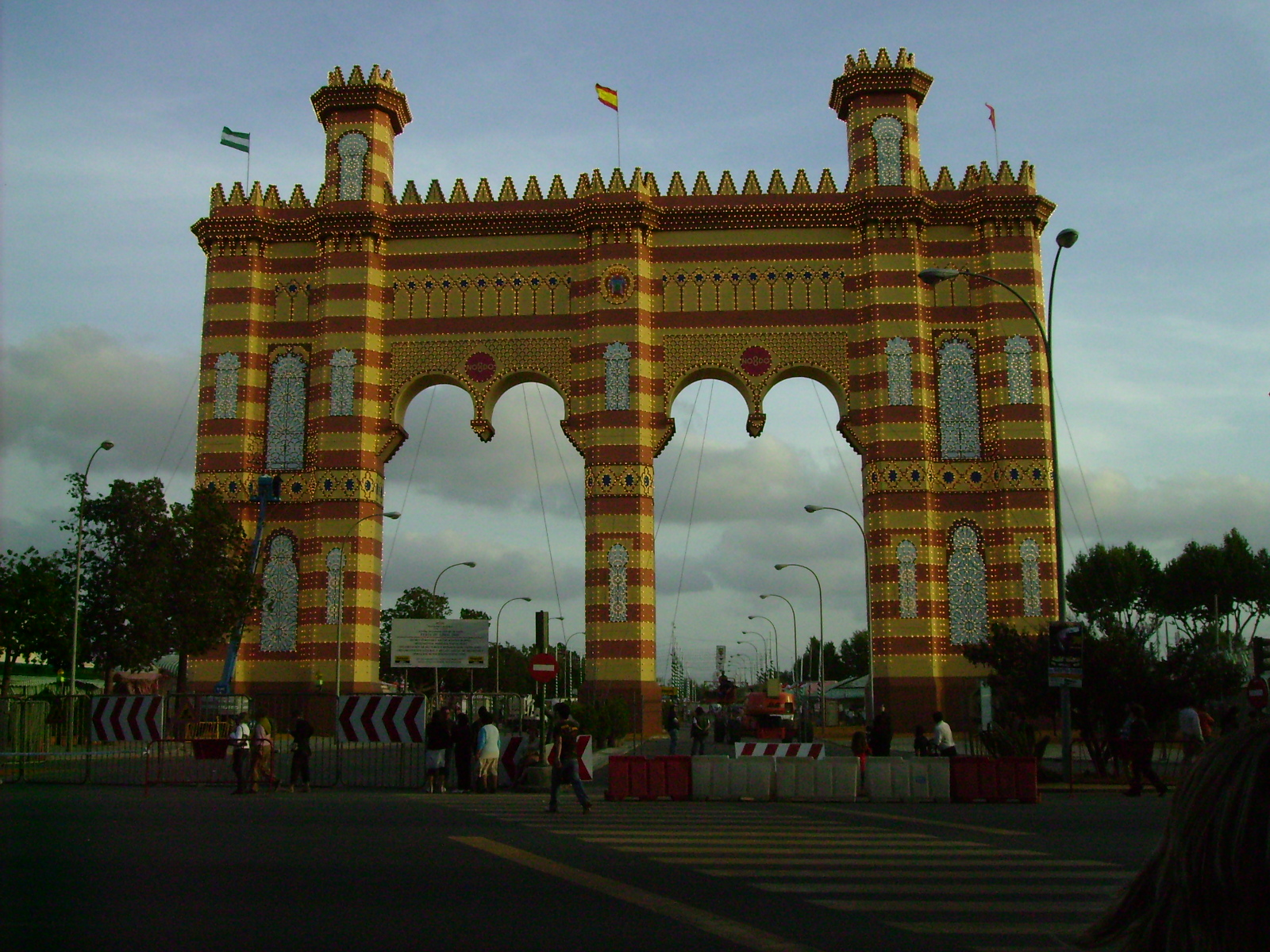
Portada de la Feria de Abril de 2008, inspirada en el Costurero de la Reina